# Gagliato
Gagliato ist eine Gemeinde mit 423 Einwohnern (Stand 31. Dezember 2023) in der italienischen Provinz Catanzaro, Region Kalabrien.
Das Gebiet der Gemeinde liegt auf einer Höhe von 480 Metern über dem Meeresspiegel und umfasst eine Fläche von sechs Quadratkilometern. Die Nachbargemeinden sind Argusto, Cardinale, Petrizzi und Satriano. Gagliato liegt 42 Kilometer südlich von Catanzaro.
Über den Ursprung Gagliatos ist nicht viel bekannt, die erste urkundliche Erwähnung stammt aus dem Jahr 1191.
Der Bahnhof Petrizzi-Gagliato lag an der Schmalspurbahn Soverato–Chiaravalle Centrale.

## Persönlichkeiten
- Gianni De Luca (* 1927 in Gagliato; † 1991 in Rom), Comiczeichner